# Kristianstad C4 Lions
Kristianstad C4 Lions är en amerikansk fotbollsklubb i Kristianstad i Skåne, som bildades 1986. Klubbnamnet är inspirerat av Kristianstads kommunvapen där C4, som står för den danske kungen Kristian IV, hålls av två lejon. Klubben har inte bedrivit någon verksamhet sedan 2010.
Klubben blev svenska mästare 1987, 1988, 1989 och 1996 och var i SM-final även 1991 och 1994.
Kristianstad C4 Lions hade 2010 bara ett seniorlag och domare, men tidigare har klubben även haft cheerleaders, flaggfotboll, U-16-lag, U-19-lag samt division 2-lag (som var B-lag).

## Meriter
Kristianstad C4 Lions har varit en mycket framgångsrik klubb:
- 1987 SM-guld
- 1988 SM-guld, Skandinaviskt silver
- 1989 SM-guld, Skandinaviskt guld
- 1990 SM-slutspel, kvartsfinal i Eurobowl
- 1991 SM-silver
- 1992 SM-slutspel, Skandinaviskt guld, JSM-guld
- 1993 SM-slutspel, JSM-guld, USM-guld
- 1994 SM-silver, USM-guld
- 1995 SM-slutspel, Skandinaviskt guld, USM-guld
- 1996 SM-guld
- 1997 SM-slutspel
- 1998 U-19 SM-Guld
- 2009 Segrare Superettan, förlust i kvalet mot STU
- 2010 Segrare Div 1 Södra